# Oncideres aragua
Oncideres aragua là một loài bọ cánh cứng trong họ Cerambycidae.